# Duplessy et les trois violons du monde
Duplessy et les trois violons du monde, parfois Mathias Duplessy et les trois violons du monde, ou Mathias Duplessy et les violons du monde, est un groupe de musiques du monde français formé en 2009 par Mathias Duplessy, Guo Gan, Sabir Khan et Dandarvaanchig Enkhjargal. Il s'est par la suite agrandi avec de nombreux autres musiciens venant pour la plupart d'autres pays (de Chine pour Gan, de Tunisie pour Zied Zouari, d'Inde pour Khan et de Mongolie pour Enkhjargal, Tumursaikhan Janlav et Narambaatar Purevdorj).

## Membres

### Membres actuels
- Mathias Duplessy : guitare, chant
- Guo Gan : erhu
- Aliocha Régnard : nyckelharpa
- Zied Zouari : violon
- Dandarvaanchig Enkhjargal : morin khuur, chant khöömii

### Anciens membres
- Sabir Khan : sarangi
- Tumursaikhan Janlav et Narambaatar Purevdorj : morin khuur, chant diphonique

## Discographie
- 2010 : Marco Polo (avec Mathias Duplessy, Guo Gan, Sabir Khan et Dandarvaanchig Enkhjargal[1])
- 2016 : Crazy horse (avec Mathias Duplessy, Guo Gan, Aliocha Régnard et Dandarvaanchig Enkhjargal[1])